# بانكس مكفادين
بانكس مكفادين (بالإنجليزية: Banks McFadden)‏ هو منافس ألعاب قوى أمريكي، ولد في 7 فبراير 1917 في فورت لاون في الولايات المتحدة، وتوفي في 4 يونيو 2005 في أورموند بيتش في الولايات المتحدة.

## وصلات خارجية
- بانكس مكفادين على موقع كلية كرة السلة في سبورتس رفرنس.كوم (الإنجليزية)